# Morihiro Hosokawa
Morihiro Hosokawa (細川 護煕 Hosokawa Morihiro), född 14 januari 1937 i Tokyo prefektur, var Japans 79:e premiärminister mellan 9 augusti 1993 och 28 april 1994. Han var den första premiärministern som inte kom från Liberaldemokraterna på trettioåtta år.